# Ritomo Miyata
Ritomo Miyata, född 10 augusti 1999 i Zushi, Kanagawa prefektur är en japansk racerförare.